# Timematodea
Timematodea – podrząd straszyków, uznawany za najwcześniejszą gałąź tej grupy. Takson jest monotypowy – należy tu tylko rodzina, Timematidae, reprezentowana przez jeden współczesny rodzaj, Timema, z 21 gatunkami, oraz dwa kopalne rodzaje, Granosicorpes  i Tumefactipes z wczesnej kredy późnej (cenoman). Wszystkie trzy rodzaje zostały znalezione w burmicie pochodzącym z Mjanmy. Inny rodzaj, Electrotimema, odkryty w bursztynie bałtyckim pochodzącym z eocenu, też został zaliczony do tego podrzędu, jednak jego klasyfikacja jest orientacyjna, ponieważ kluczowe cechy diagnostyczne rodziny nie zostały odnotowane w opisie tego rodzaju.